# Indre
 For alternative betydninger, se Indre (flertydig). (Se også artikler, som begynder med Indre)
Indre ( fransk udtale ?) er et fransk departement i regionen Centre. Hovedbyen er Châteauroux, og departementet har 231.139 indbyggere (1999).

## Administrativ opdeling
Der er 4 arrondissementer, 13 kantoner og 243 kommuner i Indre.

## Eksterne henvvisninger
- Wikimedia Commons har flere filer relateret til Indre

47°N 2°Ø / 47°N 2°Ø